# Isaías Samakuva
Isaías Henriques N'gola Samakuva (Cuíto, Bié, 8 de julho de 1946) é um sociólogo, teólogo, militar, diplomata e político angolano.
Foi presidente da União Nacional para a Independência Total de Angola (UNITA), o maior partido da oposição em Angola, entre 2003 e 2019. Foi o quarto presidente do partido, e o primeiro eleito após a morte oficial de Jonas Savimbi. Foi também presidente interino do partido entre setembro de 2021 e março de 2022.

## Biografia
Isaías Henriques N'gola Samakuva nasceu em 8 de julho de 1946 em Silva Porto-Gare, atual comuna de Cunje (município do Cuíto), na província de Bié. É filho de Henrique N'gola Samakuva e Rosália Ani Ulondo Samakuva.
Recebeu sua educação primária na Missão Evangélica de Chissamba, na província do Bié. Concluiu seus estudos secundários na Escola Industrial e Comercial Sarmento Rodrigues (actual Instituto Superior Politécnico do Huambo), na cidade do Huambo.
Em 1970, tornou-se professor na Missão Evangélica de Chissamba e depois cursou teologia no Seminário Emanuel do Dondi da Igreja Evangélica Congregacional em Angola, onde se tornou pastor evangélico.
Ainda estava estudando o secundário quando prestou serviço militar pelo Exército Português, de 1967 a 1969, na cidade do Cuíto.
Sua primeira experiência profissional civil foi em 1970 como guarda-livros/técnico contábil na empresa Somotores, uma empresa de venda de veículos automotores e acessórios. Em seguida, de 1971 a 1973, foi Chefe de Secretaria da Associação de Socorros Mútuos de Angola, e de janeiro a agosto de 1974 assistente geólogo da Condiama.

### Militância político-partidária
Ingressou formalmente na UNITA em 1974 na cidade do Cuíto e, em janeiro de 1975, foi admitido como funcionário da Inspecção Geral do Ministério do Trabalho no Governo de Transição de Angola. Teve que largar o emprego e participar nas batalhas finais da independência angolana em 1975. Exerceu a função de Inspector Geral do Trabalho no governo da efémera República Popular Democrática de Angola entre novembro de 1975 e fevereiro de 1976. 
Em 1976, por insegurança política, retirou-se para a zona rural, instalando-se numa das bases do braço armado da UNITA, as Forças Armadas de Libertação de Angola (FALA). Ficou combatendo na Região Militar 25, depois sendo enviado para a Região 45, onde exerceu funções de chefe do Estado-Maior do Comando. Tornou-se chefe do Departamento de Recrutamento e Mobilização da Região Militar do Huambo, em 1977. Entre 1977 e 1978 foi destacado para as operações militares no Cuando Cubango, onde passou a coordenar a logística da UNITA na chamada Frente Sul.
Em 1979 foi delegado à 12ª Conferência Anual da UNITA e eleito membro do Comité Central, tendo sido transferido para a África do Sul como representante da UNITA naquele país, mesmo ainda sob vigência do regime do apartheid.
Em 1984, foi nomeado vice-presidente da Comissão dos Negócios Estrangeiros da UNITA, bem como para o Comando Operacional Estratégico (COPE), chefiando a Diretoria-Geral de Logística das FALA.
Em 1986, no VI Congresso do partido, foi eleito para o secretariado permanente e para a direcção do gabinete de Jonas Savimbi. Foi embaixador oficial da UNITA na Europa de 1989 a 1994 e novamente de 1998 a 2002. Entre 1989 e 1993, foi representante da UNITA no Reino Unido; depois foi delegado do partido para a União Europeia.
Após os fracassos dos Acordos de Bicesse (1991) e do Protocolo de Lusaca (1994), Samakuva liderou uma delegação partidária à Comissão Mista criada para monitorar a implementação do Protocolo de Lusaca. Em 2000, foi nomeado chefe da missão externa da UNITA.
Enquanto em serviço na missão externa, de 1998 a 2003, Samakuva formou-se em ciências sociais pel'A Universidade Aberta do Reino Unido e, simultaneamente, relações internacionais e diplomacia, no Centro de Estudos Diplomáticos e Estratégicos da Escola de Estudos Avançados Internacionais e Políticos (HEIP), em Paris.

### Liderança da oposição
Samakuva assumiu a presidência da UNITA em 2003, eleito durante o nono congresso daquele partido. Sucedeu a António Sebastião Dembo e Paulo Lukamba Gato, sendo o primeiro efetivamente eleito após a morte oficial de Jonas Savimbi.
Em 2007 realizou-se o décimo congresso, no qual Samakuva foi reconduzido ao cargo que ocupava desde 2003. Abel Epalanga Chivukuvuku, outra liderança da UNITA, foi o opositor de Samakuva naquelas eleições internas do partido do galo negro.
Samakuva foi o cabeça de chapa na lista nacional da UNITA nas eleições parlamentares de setembro de 2008. Ele foi eleito para a Assembleia Nacional nessa eleição, na qual a UNITA ganhou apenas 16 dos 220 assentos. Apesar de correntes do internas do partido apresentar objeções, Samakuva anunciou em 8 de setembro de 2008 que UNITA aceitava os resultados de eleição. Igualmente liderou o partido nas eleições de 2012 e 2017, com a UNITA ficando em segundo lugar nas duas vezes, porém alcançando crescentes resultados. Seus vice-presidentes durante seu mandato foram Ernesto Mulato, Raúl Danda e Amélia Judith Ernesto.

### Perda da liderança partidária e fim do mandato parlamentar
Em 15 de novembro de 2019 Samakuva foi substituído por Adalberto Costa Júnior no comando da UNITA, na eleição para presidente do partido do XIII Congresso.
Em 8 de outubro de 2021 o Tribunal Constitucional declarou nulo o congresso que elegeu Adalberto Costa Júnior. Samakuva foi chamado a reassumir o partido interinamente até a realização de um novo congresso. Foi realizado um novo congresso em dezembro de 2021 porém a contestação de Samakuva seguiu diante de uma nova vitória de Costa Júnior. O litígio foi resolvido judicialmente em março de 2022, com Costa Júnior assumindo definitivamente a presidência da UNITA.
Não foi inscrito na lista da UNITA para as eleições gerais de Angola de 2022. Assim, após muitos anos no parlamento, no qual ingressou em 2006, Samakuva ficou sem titularidade de uma cadeira legislativa.